# Wolfgang Straßmann

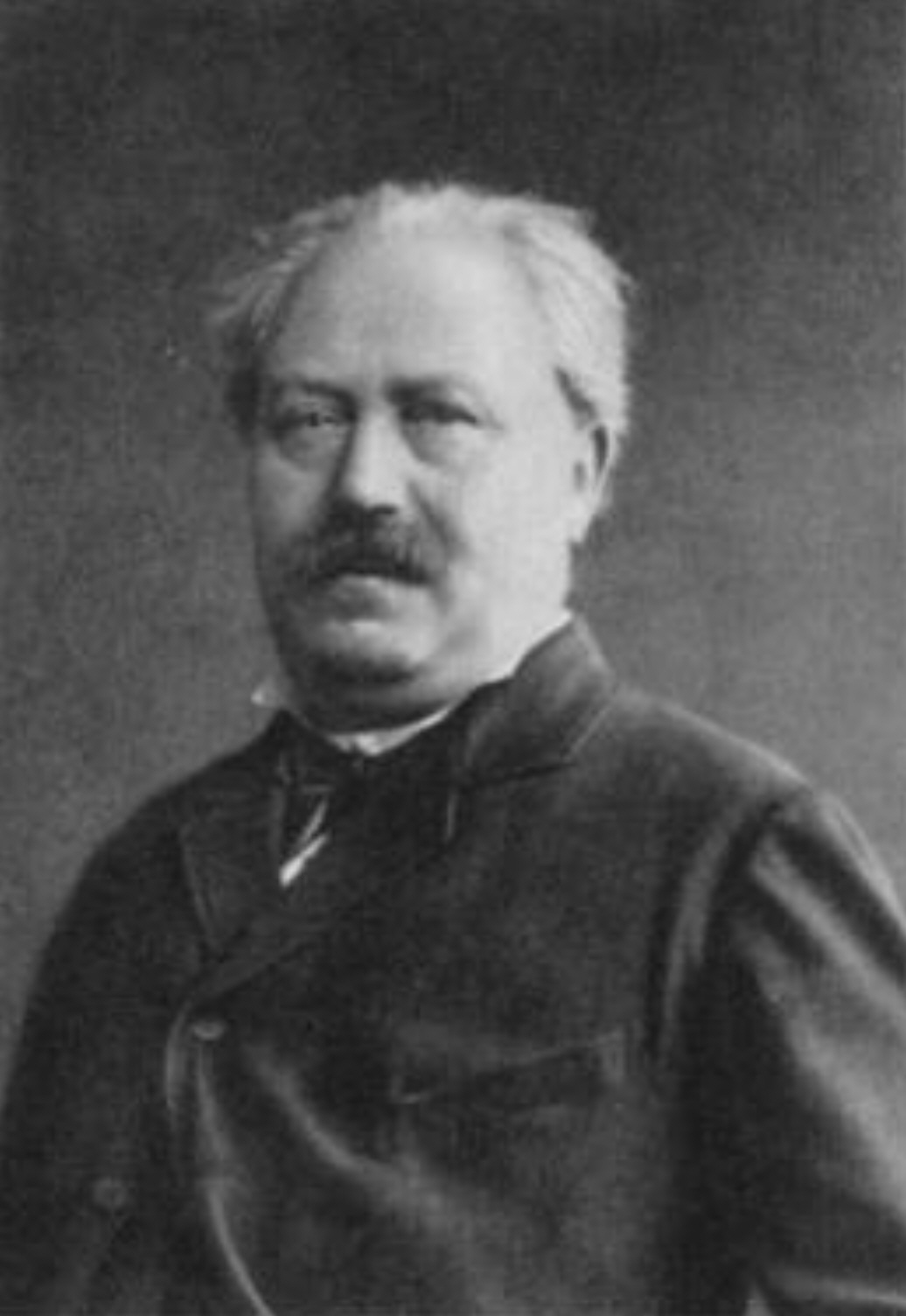
Wolfgang Straßmann, 1880

Wolfgang Straßmann (* 8. Oktober 1821 in Rawitsch; † 6. Dezember 1885 in Berlin) war ein deutscher Mediziner, linksliberaler Politiker und Sozialreformer.

## Leben
Wolfgang Straßmann stammte aus einer jüdischen Tuchhändlerfamilie. Der Vater Heimann Straßmann (1797–1881) war ein Anhänger der kulturellen Assimilation und schickte seine Kinder auf eine christliche Schule. Seine Mutter war Judith geb. Guhrauer (1795–1875). Wolfgang Straßmann war mit Louise geb. Cohen (1835–89) verheiratet. Das Paar hatte einen Sohn und eine Tochter namens Henriette.
Straßmann besuchte die Elementarschule in Rawitsch und ab 1834 das Elisabet-Gymnasium (Breslau) und das Gymnasium in Lissa. Er studierte zunächst Philosophie in Breslau und dann ab 1848 Medizin in Berlin. Während der Revolution von 1848 gehörte er zu den Revolutionären und wurde aus der Stadt ausgewiesen. 1849 trat er als Militärarzt in die Schleswig-Holsteinische Armee ein. Im Jahr 1854 promovierte er zum Dr. med. Seit 1855 arbeitete er als praktischer Arzt in Berlin.
Seit 1863 gehörte er in Berlin der Stadtverordnetenversammlung an. Zwischen 1877 und 1885 amtierte er sogar als Stadtverordnetenvorsteher. Eines der wichtigsten Kommunalpolitischen Projekte die Straßmann zusammen mit Rudolf Virchow maßgeblich vorangetrieben hatte, waren die Berliner Rieselfelder zur Klärung des Abwassers.
In den Jahren 1879–1885 war Straßmann in der Fraktion der Deutschen Fortschrittspartei Mitglied des Preußischen Abgeordnetenhauses.
Außerdem war er Direktor einer Genossenschaftsbank in Berlin-Stralau. Straßmann war überdies Gründer und Vorsitzender des Vereins gegen Verarmung sowie Vorsitzender des Deutschen Vereins für Armenpflege und Wohltätigkeit. Am 29. Mai 1883 trat er der überwiegend jüdischen Wohltätigkeitsorganisation Gesellschaft der Freunde bei.
Als herausragender jüdischer Politiker war Straßmann besonders stark den antisemitischen Angriffen des Hofpredigers Adolf Stoecker ausgesetzt. Dieser kündigte auf einer Massenversammlung im Jahr 1883 an, seine Bewegung werde „Herrn Strassmann mit seinem ganzen Stadtverordnetenvorsteheramt zermalmen.“
Die Stadt Berlin ehrte ihn 1897 durch die Vergabe des Straßennamens Straßmannstraße. Im Jahre 1938 benannte der Berliner Magistrat sie als Ausdruck seiner antisemitischen Haltung in Ermelerstraße um. Dies machte der 1946 demokratisch gewählte Magistrat im Jahre 1947 rückgängig.

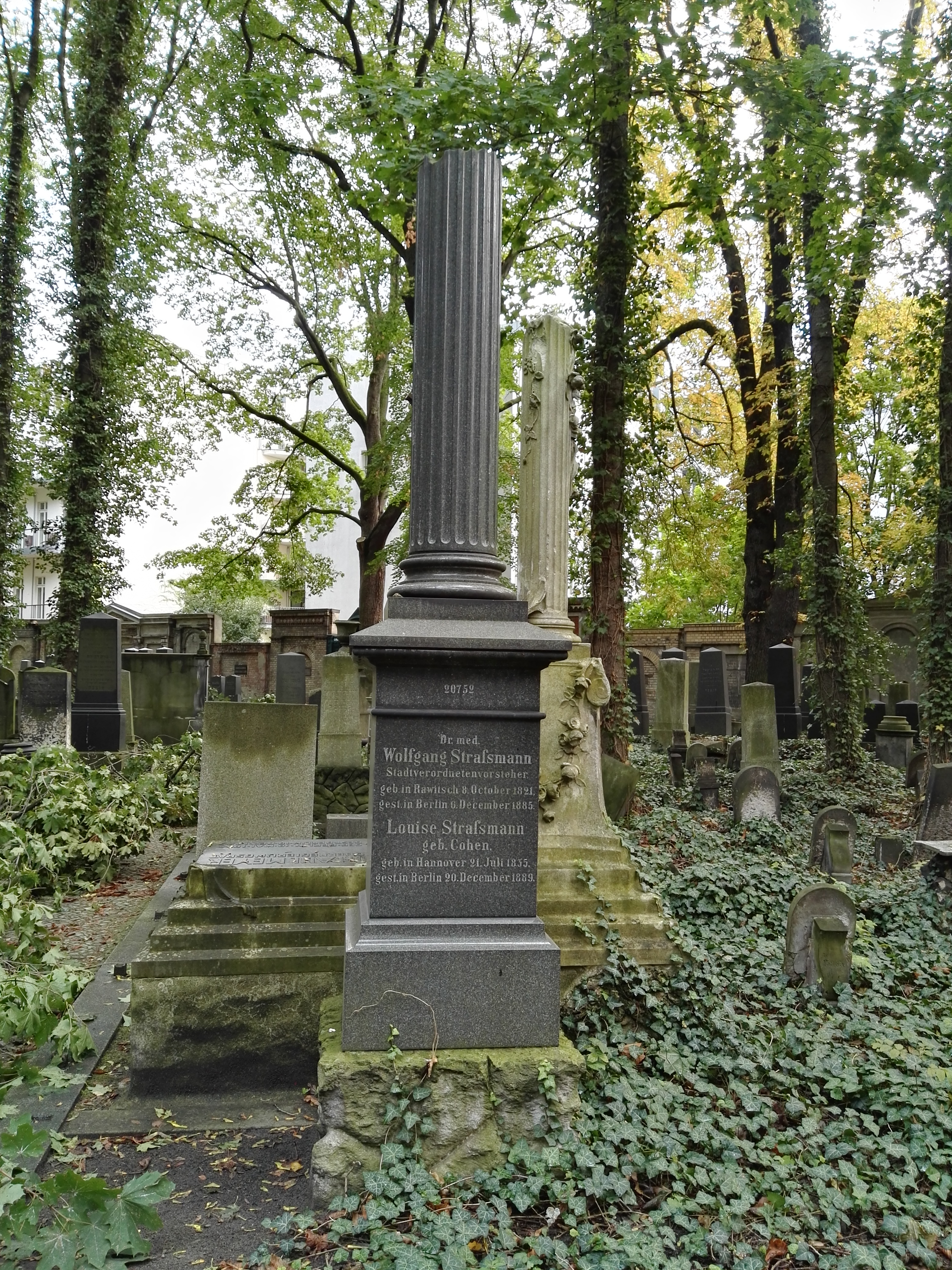
Grab

Seine letzte Ruhe fand er auf dem Jüdischen Friedhof im Prenzlauer Berg im Feld G, GA.